# Shenzhou 17
Shenzhou 17 är en bemannad flygning med en kinesisk rymdfarkost av typen Shenzhou. Den sköts upp med en Chang Zheng 2F/G raket från Jiuquans satellituppskjutningscenter i Inre Mongoliet den 26 oktober 2023. Några timmar efter uppskjutningen dockade farkosten med den kinesiska rymdstationen Tiangong.
Under flygningen genomförde man två rymdpromenader.
Farkosten lämnade rymdstationen den 30 april 2024. Några timmar senare återinträdde den i jordens atmosfär och landade i Inre Mongoliet.

## Besättning
| Befälhavare    | Tang Hongbo Hans andra rymdfärd    |
| Flygingenjör 1 | Tang Shengjie Hans första rymdfärd |
| Flygingenjör 2 | Jiang Xinlin Hans första rymdfärd  |